# 国庫短期証券
国庫短期証券（こっこたんきしょうけん、英: treasury discount bills; T-Bill; TDB）は、日本国債の一種で、日本政府が一時的に生じる資金不足を補うために発行する。償還までの期間は2か月程度、3か月、6か月、1年の4種類。割引債として発行される。
外国為替平衡操作に使われるケースも多い。しばしば証券会社のマネー・マネジメント・ファンドやマネー・リザーブ・ファンドの運用に組み入れられている。

## 概要
1999年に前身である大蔵省証券・外国為替資金証券・食糧証券の3つが統合して政府短期証券となった。2009年2月からは政府短期証券（英: finance bills; FB）と割引短期国庫債券（英: treasury bills; TB）について、市場流通における名称を国庫短期証券に統合した。
入札の資格は日本銀行・銀行・証券会社・生命保険会社等の金融機関に限定されていて、個人は入札・購入ともにできない。入札単位は額面1000万円である。入札によって決定した発行価格は厘・毛の単位まで設定される。
税金は通常の法人所得（個人は売買できないが20.315%の申告分離課税）。償還差益（購入額と償還額の差益）および譲渡益に対して課税される。
2016年1月29日に日本銀行は日銀当座預金の短期政策金利を-0.1%にしたが、国庫短期証券の利回りはこれを下回るため、2021年現在、国庫短期証券はマイナス金利になっている。銀行の決済用預金は国が全額保護するが（預金保険を参照）金利は0%と国庫短期証券よりも利回りが高いため、金融機関ではない一般の個人・法人が国庫短期証券を購入するメリットはない。